# Ройзман Євген Вадимович
Євге́н Вади́мович Ро́йзман (нар. 14 вересня 1962, Свердловськ) — російський політичний і громадський діяч.
Голова Єкатеринбурга — голова Єкатеринбурзької міської думи (2013—2018), депутат Державної думи Федеральних зборів Російської Федерації IV скликання (2003—2007).

## Біографія
Народився 14 вересня 1962 року в місті Свердловськ, Російська РФСР. Закінчив історичний факультет Уральського державного університету.
У 1992 році став одним із співзасновників виробничої компанії «Ювелірний дім», яка займалась виготовленням прикрас і годинників.
У 1999 році Є. В. Ройзман став одним із засновників фонду «Місто без наркотиків», а у 2001—2003 роках був його президентом.
У грудні 2003 року обраний депутатом Державної Думи РФ четвертого скликання (2003—2007) за Первоуральським одномандатним виборчим округом № 166. Входив до складу комітету з питань безпеки, до жодного депутатського об'єднання не входив.
Будучи позапартійним, у травні 2006 року очолив партійний список Російської Партії Життя на виборах до Свердловської обласної Думи. У грудні того ж року вступив до лав партії «Справедлива Росія» й був обраний членом Центральної ради партії. Після того, як у вересні 2007 року не був включений до передвиборчого списку партії на вибори до Державної думи V скликання, вийшов з лав «Справедливої Росії».
Борець з наркоторгівлею, поет, підприємець. Почесний член Російської академії мистецтв. Член Союзу письменників Росії. Також займається книговиданням, збиранням ікон та картин. Майстер спорту. Чемпіон Росії з трофі-рейдів. Неодноразовий призер та переможець Урал-трофі.
У 2014 році став єдиним російським мером, що вийшов на антивоєнний мітинг проти війни в Україні та окупації Криму.
У 2018 році підтримав ув'язненого у Росії українського режисера Олега Сенцова.
У 2022-2023 роках переслідується путінською владою за антивоєнну позицію .

## Проблеми з законом
За інформацією низки ЗМІ, Є. В. Ройзман у вересні 1981 року був засуджений Орджоникідзевським народним судом міста Свердловська за статтями 144 ч. 2, 147 ч. 3, 218 ч. 2 Карного Кодексу РРФСР до позбавлення волі умовно з залученням до праці терміном на 3 роки. Також повідомлялось що визначенням Сінарського народного суду міста Каменськ-Уральського Свердловської області прийняте рішення про заключення Є. В. Ройзмана до місць позбавлення волі терміном на 2 роки 14 днів. У листопаді 1983 року був звільнений після відбуття терміну покарання.
Під час роботи у фонді «Місто без наркотиків», видання «Коммерсантъ» повідомляло, що за деякими даними Ройзман був близький до організованого злочинного угруповання «уралмашевських». Сам Є. В. Ройзман свій зв'язок з ОЗУ спростовував.

## Особисте життя
Одружений. Має трьох доньок.